# Розовое (Саратовская область)
Розовое (нем. Rosenfeld) — село в Советском районе Саратовской области, административный центр Розовского муниципального образования.
Основано в 1859 году
Население — 1458 (2010)

## История
Основано как дочерняя колония Розенфельд в 1859 году. По плану 1857 года был отведён земельный надел в 3480 десятин (на 99 семей). Колония относилась к Нидеркараманскому округу (с 1871 года Нижне-Караманской волости) Новоузенского уезда Самарской губернии.
По сведениям Самарского губернского статистического комитета за 1910 год в селе Розенфельд считалось 206 дворов с числом жителей 923 мужского пола, 968 — женского, всего 1891 душ обоего пола поселян-собственников, немцев лютеран. Количество надельной земли удобной 4540 десятин, неудобной — 1092 десятины. Село имело лютеранскую церковь, школу, 3 ветряных мельницы
Село Розенфельд относилось к лютеранскому приходу Вейценфельд.
С 1921 года — в составе Антоновского района, с 1922 года Тонкошуровского кантона (в 1927 году переименован в Мариентальский кантон) Трудовой коммуны, с 1923 года АССР немцев Поволжья. В период голода 1921 года родились 52 человека, умерли — 91. В 1926 году в селе имелись кооперативная лавка, 2 сельскохозяйственных производственных товарищества, начальная школа, библиотека, клуб, сельсовет
28 августа 1941 года был издан Указ Президиума ВС СССР о переселении немцев, проживающих в районах Поволжья, население было депортировано. Село, как и другие населённые пункты Мариентальского кантона, было включено в состав Саратовской области. Впоследствии переименовано в Розовое.
Во второй половине XX века к селу были присоединены сёла Пшеничное (бывшая колония Вейценфельд) и Благодатное (бывшая колония Гнадендорф)

## Физико-географическая характеристика
Село находится в Низком Заволжье, в пределах Сыртовой равнины, относящейся к Восточно-Европейской равнине, на реке Нахой (большая часть села расположена на правом берегу реки), на высоте 67 метров над уровнем моря. Рельеф местности полого-увалистый, развита овражно-балочная сеть. На реке Нахой и прилегающих к селу оврагах созданы пруды. Почвы тёмно-каштановые почвы солонцеватые и солончаковые. Почвообразующие породы — глины и суглинки.
По автомобильным дорогам расстояние до районного центра посёлка городского типа Степное составляет 24 км, до города Энгельс — 67 км, до областного центра города Саратова — 95 км. До ближайшей железнодорожной станции Золотая степь Саратовского региона Приволжской железной дороги — 9,4 км.

## Население
Динамика численности населения по годам:
| 1859 | 1889 | 1897 | 1905 | 1910 | 1920 | 1922 | 1923 | 1926 | 1931 | 1987  |
| ---- | ---- | ---- | ---- | ---- | ---- | ---- | ---- | ---- | ---- | ----- |
| 657  | 1028 | 1121 | 1729 | 1891 | 1381 | 1191 | 1299 | 1393 | 1793 | ≈1500 |

| 2002 | 2010  |
| ---- | ----- |
| 1591 | ↘1458 |

В 1931 году свыше 98 % населения села составляли немцы.